# 英国远征军 (第一次世界大战)

1916年7月，在索姆河戰役期間，奧維萊爾拉布瓦塞爾阿爾伯特-巴波姆公路附近的英國戰壕。

英國远征軍（BEF）是第一次世界大戰期間英國陸軍派往西線的6個師。英國远征軍的規劃始於第二次布爾戰爭（1899-1902）後戰爭大臣理查德·霍爾丹對英國陸軍進行的1906-1912年霍爾丹改革。
英國远征軍一詞通常僅指1914年11月22日第一次伊普爾戰役結束之前駐紮在法國的部隊。到1914年底——在蒙斯、勒卡托、埃納河和埃納河戰役之後——現有的远征軍幾乎耗盡了力量，儘管它成功阻挡了德軍的前進。英國远征軍的另一個结束日期是1914年12月26日，当日它被分成第1軍團和第2軍團（戰爭後期創建了第3軍團、第4軍團和第5軍團）。在整個第一次世界大戰期間，「英國远征軍」仍然是駐法國和佛蘭德斯的英國軍隊的官方名稱。